# Henuttaneb
Henuttaneb fue una princesa del Antiguo Egipto del siglo XIV a. C.

## Familia
Fue la hija del faraón Amenhotep III de la Dinastía XVIII y su Gran esposa real Tiy. También era la hermana del faraón Ajenatón.
El nombre de Henuttaneb significa Dama de todas las tierras, que era frecuente usarlo como título para las reinas. Ella era la tercera hija de sus padres (después de Sitamón e Iset).
| H | nw · t | tA · N21 · Z1 | nb |

| H | nw · t | tA · N21 · Z1 | nb |

## Biografía

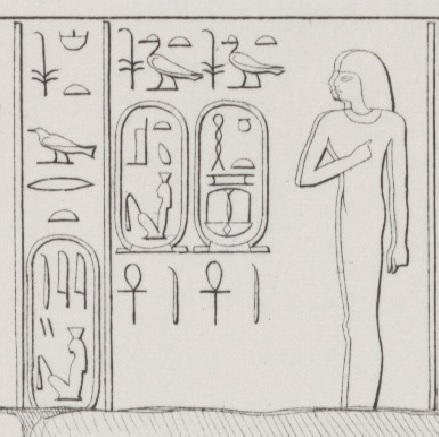
Iset y Henuttaneb. Dibujo de un relieve del Templo de Soleb. Lepsius.

Henuttaneb se muestra en una gran estatua de Medinet Habu. Es una estatua de siete metros de altura que muestra a Amenhotep III, Tiy y Henuttaneb. También aparece en el templo de Soleb en un relieve con su hermana Iset. Su nombre aparece en tres fragmentos.
No está claro si Henuttaneb fue elevada al rango de reina como sus hermanas Sitamón e Iset. Nunca esta mencionada como la esposa del faraón, pero en un relieve del Templo de Soleb mustra su nombre encerrado en un cartucho, un privilegio que los faraones y sus esposas tenían nada más. Después de la muerte de su padre no vuelve a ser mencionada.